# Baghlan (tỉnh)
Baghlan (tiếng Ba Tư/tiếng Pashto: بغلان Baġlān) là một trong 34 tỉnh của Afghanistan. Tỉnh lỵ là thành phố Puli Khumri. Tỉnh có dân số gần người, diện tích km2. Phế tích của đền lửa Hỏa giáo, Surkh Kotal, nằm ở Baghlan.